# Eurybia merita
Eurybia merita е вид растение от семейство Сложноцветни (Asteraceae). Видът е незастрашен от изчезване.

## Разпространение
Eurybia merita е разпространен в по-сухите и открити райони на северозападните части на Северна Америка.